# Lupita Jones
Lupita Jones  (Mexicali, Alsó-Kalifornia, Mexikó, 1967. szeptember 6. –) mexikói színésznő és egykori szépségkirálynő.

## Élete és pályafutása
1968. szeptember 6-án született Mexicaliban. 1991-ben megnyerte a Miss Universe szépségversenyt. 2013-ban Fabiana szerepét játszotta a Rosario című telenovellában.
1993-ban hozzáment Simón Charaf Medinához, de 2000-ben elváltak. Született egy fiuk, Simón.

## Filmográfia

### Telenovellák
- La malquerida (2014)...Carmen Gallardo Torres
- Rosario (2013)...Fabiana Silva

### Programok
- Nuestra Belleza Latina (2008-2011)
- Se vale (2012)
- Me quiero enamorar (2008)
- Pecados Ajenos (2007-2008)... Esmeralda
- 100 mexicanos dijieron